# Mohammed Chaib Akhdim
Mohammed Chaib Akhdim (Tànger, Marroc, 13 d'octubre de 1962) és un polític català d'origen marroquí, diputat al Parlament de Catalunya en la VII i VIII legislatures.
Als quatre anys va arribar amb la seva família a Catalunya. Quan tenia 13 anys va haver de marxar una altra vegada al Marroc, ja que al seu pare no el van deixar tornar quan va sortir d'Espanya. Quan va acabar d'estudiar el COU torna a Granada on va començar la carrera de Farmàcia. Es llicencià en farmàcia per la Universitat de Barcelona.
El 1994 fundà l'Associació Sociocultural Ibn Batuta, que presidí fins al 1994 al 2003. És membre del Fòrum per a la Integració dels Immigrants, d'àmbit estatal, i també ha format part del Consell Assessor d'Immigració de la Generalitat de Catalunya. És afiliat al PSC-PSOE des del 1995, i el 2000 s'integrà a Ciutadans pel Canvi per tal de donar suport Pasqual Maragall. Va ser elegit diputat al Parlament de Catalunya a les eleccions de 2003 i 2006, i va formar part de les comissions de justícia, dret i seguretat ciutadana, per una part, i de benestar i immigració.